# The Night Horsemen
Pour plus de détails, voir Fiche technique et Distribution.
The Night Horsemen (littéralement, Les Cavaliers de la nuit) est un film muet américain réalisé par Lynn Reynolds, sorti en 1921.
Ce film est une adaptation du roman The Night Horsemen de l'écrivain américain Max Brand, auteur de romans policiers et de romans western, publié en 1920.

## Fiche technique
- Titre : The Night Horsemen
- Réalisation : Lynn Reynolds
- Scénario : d'après le roman The Night Horsemen de Max Brand
- Photographie : Benjamin H. Kline
- Producteur : William Fox
- Société de production :  Fox Film Corporation
- Société de distribution :  Fox Film Corporation
- Pays de production :  États-Unis
- Langue : film muet avec les intertitres en anglais
- Métrage : 1 514,86 m (5 bobines)
- Format : Noir et blanc — 35 mm — 1,33:1 — Muet
- Genre : Western
- Durée : 49 minutes
- Date de sortie : 
  - États-Unis : septembre 1921

## Distribution
- Tom Mix : Whistling Dan
- May Hopkins : Kate Cumberland
- Harry Lonsdale : Old Joe Cumberland
- Joseph Bennett : Dr. Byrne
- Sid Jordan : Buck Daniels
- Bert Sprotte : Mac Strann
- C.E. Anderson : Jerry Strann
- Lon Poff : Haw Haw
- Charles K. French : Marshal